# Теблоев, Анатолий Григорьевич
Анато́лий Григо́рьевич Тебло́ев (род. 16 июля 1974, Архангельск, СССР) — российский футболист, полузащитник.

## Карьера
Профессиональную карьеру начинал в омском «Иртыше» в 1993 году. В 1994—1997 годах защищал цвета «Иристона». В 1998 году перешёл в «Локомотив-Тайм». В 1999 году подписал контракт с клубом «Волгарь-Газпром». В 2001 году пополнил ряды «Анжи», в составе которого выступал в Премьер-лиге и стал финалистом Кубка России. В августе 2001 года перешёл в «Аланию». В июне 2002 году вернулся в «Волгарь-Газпром». В феврале 2004 года подписал контракт с клубом Машук-КМВ. В сезоне 2004/05 защищал цвета бакинского «Нефтчи», в составе которого стал чемпионом Азербайджана и провёл 2 матча в квалификационном раунде Лиги Чемпионов против московского ЦСКА (0:0) и (0:2). По окончании сезона вернулся в «Машук-КМВ». В 2006 году пополнил ряды «Орла». В феврале 2007 года перешёл в «Знамя Труда». В декабре того же года подписал контракт с азербайджанской «Габалой». После того, как летом 2009 года не прошёл просмотр в сумгаитском «Стандарде», завершил профессиональную карьеру.

## Достижения
- Чемпион Азербайджана: 2004/2005
- Финалист Кубка России: 2000/01
- Серебряный призёр зоны «Восток» Первого дивизиона России: 1993
- Победитель зоны «Юг» Второго дивизиона России: 2005
- Бронзовый призёр зоны «Юг» Второго дивизиона России: 1998